# コミュ - 黒い竜と優しい王国 -
『コミュ - 黒い竜と優しい王国 -』（コミュ くろいりゅうとやさしいおうこく）は、AKABEiSOFT2（あかべぇそふとつぅ）の姉妹ブランド暁WORKSから2009年10月22日に発売されたアダルトゲーム。暁WORKSの第4作目である。

## ストーリー
高倉市新都市。この街には、突然現れ歌を歌い始める少女がいるという噂があった。その少女はいつしか、「少女A」と呼ばれるようになっていた。そんな街で瑞和暁人はこの噂が単なる都市伝説でないことを知っていた。自分も見ることが出来るからだ。
ある日、暁人は1人の少女と鋼の怪物が戦っているのを見てしまう。そして、傷ついた少女を捨て置けず、拾ってしまった。その少女は"王様"に仕える"騎士"だった。"道化"である暁人はその"王様"に尋ねた。「あれはなんなのか？」と。"王様"は答えた。「いずれ、必ず、現れる。」と。
そして、暁人はこの意味をすぐに知ることとなる。自分を含めた5人がつながり、鋼の怪物を授かることで。5人はコミュと呼ばれる1つのグループになった。友情や信頼など全くない利害の一致で結びつく、運命共同体ならぬ生存共同体に。
- "道化"の瑞和暁人
- "正義の味方"の竹河紅緒
- "うそつき"の柚花真雪
- "偽メイド"の春日部春
- "チンピラ"の伊沢萩

これが暁人達のコミュのメンバーだった。そこに、もう1人一緒に居合わせた者がいた。"魔女"の比奈織カゴメである。魔女を含めたこの6人は優しい王国で力を手に入れてしまったため、引き込まれてしまった。いままで見えていた世界がすべてではないと知ってしまった、そんな非日常の中で、6人は生き残るため戦う。「それでも」と口にしながら。
――さあ、おとぎ話をはじめよう。

## 登場人物
瑞和 暁人（みずわ あきひと）
身長176cm　9月28日生まれ（天秤座） 血液型A型
主人公。道化。女性限定でなんでも頼みごとをきいてくれる。自称フェミニスト。実際は過去にあった事件がきっかけで、不条理な状況に置かれた人をほっとけないだけである。
比奈織 カゴメ（ひなおり かごめ）
声 - 一色ヒカル
身長165cm / 88D・58・84　9月7日生まれ（乙女座） 血液型AB型
魔女。自称暁人のパートナー。暁人達のコミュの覚醒の場に居合わせたため、一緒に行動することが多くなった。容姿端麗で頭も良く、更に運動神経も抜群。しかし、他人を蔑んだような態度が基本で、毒を吐くことも多いので、まともな会話をするのが困難である。更に、ククリナイフを基本的に携帯していたり、学校に黒い改造制服を着ていったりと一般的な法律や規律を守らない個人主義である。
竹河 紅緒（たけかわ べにお）
声 - 島夏美
身長156センチ / 81B・59・79　3月10日生まれ（魚座） 血液型A型
正義の味方。考えるよりも動く方が好きな性格。暁人達のコミュの中で最もみんなと仲良くなりたいと思っている節がある。そのため、定期的に集まってカラオケにいくなどのイベントではかなり積極的である。胸が小さいことをかなり気にしている。エッチな話などが苦手で、顔が真っ赤になる。伊沢との相性が悪い。
正義の味方に憧れており、その理由は父親の仕事と家庭の事情が関係している。
柚花 真雪（ゆうばな まゆき）
声 - 桜坂かい
身長142センチ / 70AA・53・68　5月28日生まれ（双子座） 血液型B型
うそつき。ライトノベルやゲーム、アニメが好きなオタク。時間帯の不定期な謎のバイトをしていたり、タクシーを頻繁に使えるほどのお金も持っていたりとかなり私生活が謎に包まれている。日常的に嘘をつくが、その嘘を使って話をうまく逸らしたり、不都合なことを隠したりするのが上手である。
春日部 春（かすかべ はる）
声 - 七ヶ瀬輪
身長174センチ / 97B・62・98　11月4日生まれ（蠍座） 血液型O型
偽メイド。暁人達のコミュの中では一番の年長者。気配り上手である。ただ、面倒くさがりで流れに身を任せるといった主義で、楽なことや気持ちいいことを重視する傾向にある。メイドの格好はアルバイト先のものらしい。
伊沢 萩（いざわ しゅう）
声 - 長嶋はやて
身長144センチ　4月16日生まれ（牡羊座） 血液型O型
チンピラ。裏社会の住人で、高倉市の繁華街では結構有名である。一匹狼で群れたがるのを嫌う。暁人達のコミュの中で一番協調性がない。ただ、妹達の心配をするなど、きちんと優しい一面も持っている。また、よくカゴメに勝負を挑んではコテンパンにやられている。
副島 密（そえじま ひそか）
声 - 青山ゆかり
身長158センチ / 77A・57・78　2月10日生まれ（水瓶座） 血液型AB型
漂泊者。暁人のクラスにやってくる転校生。口数は少なく、存在感が薄いのでクラス内では目立たない。しかし、暁人とは馬があったのか他の人よりもよく話す。若干天然な感じがある。
阿弥谷 縁（あやや えにし）
声 - 成瀬未亜
身長153センチ / 84D・58・80　8月23日生まれ（乙女座） 血液型AB型
トラブルメーカー。暁人よりも学年が一つ下の後輩。暁人に助けられたことがあり、それ以来暁人のことが気になる様子。とても行動的で、放課後や昼休みなどに暁人の教室まで来たり、あわよくば（カゴメがいなければ）一緒に帰ろうとしたりする。性格はとりあえず騒がしい。
四宮 夜子（しのみや よるこ）
声 - 茶谷やすら
身長151センチ / 74AA・56・76　8月15日生まれ（獅子座） 血液型A型
騎士。アバターとの戦闘で傷ついていたところを暁人に助けられる。しかし、暁人に対しては闘争心むき出しである。我斎には懐いている。
ロンド・ロンド
声 - 佐本二厘
身長166センチ / 83B・60・86　6月2日生まれ（双子座） 血液型A型
褐色のプリンセス。褐色の肌に金髪、青い目と人目を引く容姿をしている。性格も勝気で熱しやすい。
支倉 透理（はせくら とうり）
声 - 芹園みや
身長160センチ / 81C・57・81　6月29日生まれ（蟹座） 血液型B型
死神。アバターを生身で破壊することのできるほどの力を持つ魔法使い。仕事を請け負ったためこの高倉市にやって来た。
我斎 五樹（がさい いつき）
声 - 小次郎
身長180センチ　5月7日生まれ（牡牛座） 血液型A型
覇王。夜子を拾ったことがきっかけで知り合った。基本的に偉そうな態度をとる、まさしく王様のような人。暁人のことを気に入ったようで、仲間にならないかと誘ってきたりもした。
紫 天文（ちゃい てぃえんうぇん）
声 - 青島刀
身長177センチ　12月10日生まれ（射手座） 血液型B型
顔役。暁人のアルバイト先「イズァローン」のオーナー。暁人のことをかなり気に入っている。表社会だけでなく、裏社会のことにも詳しく顔が広い。
高遠 奈々世（たかとう ななせ）
声 - 岬友美
身長163センチ / 91D・63・89　10月19日生まれ（天秤座） 血液型AB型
聖騎士。まだ右も左も分からなかった暁人達の前に現れた案内人。基本的に平和主義者で、争いなどをできる限り話し合いで解決しようとする。その容姿や性格からファンも多いらしい。
蝉丸 繰莉（せみまる くるり）
声 - 松永雪希
身長149センチ / 80C・55・77　1月1日生まれ（山羊座） 血液型O型
超・探偵（自称）。暁人の先輩で、授業をよくサボって屋上にいることが多い。そのため、暁人が授業をサボって屋上に行くと大体いる。かなり変な発言しかしないため、カゴメとは違った意味で会話をしにくい相手である。探偵としての仕事も一応しているらしい。
結奈（ゆうな）
声 - 結奈
身長145センチ / 75A・53・73　7月7日生まれ（蟹座） 血液型B型
アイドル。ただし、高倉市限定で活動中のローカルアイドル。最近では朝番組にゲストとして呼ばれるなど人気上昇中。
君塚 いろは（きみづか いろは）
ロンド・ロンドのコミュのメンバー。ロンドのことをとても気に入っており、ロンドのためなら何をするのも厭わないぐらいである。
宮戸 浩三（みやと こうぞう）
刑事。最近起きている集団死事件についてしらべている。仕事熱心のせいで離婚歴がある。
芳守 南堵（よしもり みなと）
少し薄幸そうな少女。薬物絡みで追いかけられていたところを阿弥谷が見つける。その後、2人で暁人の世話になる。
ディヴィット・ローズ
奈々世のコミュのメンバーにして案内人。奈々世と一緒に新しくアバターと繋がったコミュの案内を行う。実利主義的なところがある。
九倉 光一（くぐら こういち）
アバターに最初に接続した人たちで作られた集団、円卓のメンバーの1人で、発言力を持つ。
架条 植人（かじょう うえひと）
阿弥谷の叔父。一応、天才であるがゆえ、発言などは結構キテレツ。
山田 花子（やまだ はなこ）
暁人達の通う学園の養護教諭。昔、暁人に助けられたことがあるらしく、プライベートでも暁人の頼みごとを聞いてくれることがある。

## スタッフ
- 原案・企画 - 日野亘
- 原画・キャラクターデザイン - さえき北都
- アバターデザイン・原画 - 村瀬倫太郎
- シナリオ - 日野亘、衆堂ジョオ
- BGM - Angel Note
- 楽曲 - Angel Note、Elements Garden、Barbarian On The Groove

## 主題歌
- オープニング主題歌・挿入歌「内なる雨」
  - 歌：真理歌
- 挿入歌「竜たちノ夢」
  - 歌：桜川めぐ
- 挿入歌「Live in Despair」
  - 歌：飛蘭
- エンディング主題歌「その光」
  - 歌：鈴原知花
- 挿入歌・エンディング主題歌「こころのプリズム」
  - 歌：結奈
- エンディング主題歌「Run」
  - 歌：tohko